# Matt Dalton
Matt Dalton (ur. 4 lipca 1986 w Clinton, Ontario) – kanadyjski hokeista. Reprezentant Korei Południowej, olimpijczyk.

## Kariera
- Bozeman Ice Dogs (2005-2006)
- Des Moines Buccaneers (2006-2007)
- Bemidji State Univ. (2007-2009)
- Providence Bruins (2009-2011)
  -  Reading Royals (2009-2011)
- Witiaź Czechow (2011-2012)
- Nieftiechimik Niżniekamsk (2012-2014)
- Anyang Halla (2014-)

Występował w północnomerykańskich rozgrywkach NAHL, USHL, NCAA, ECHL, AHL. Od 2011 do 2014 rozegrał trzy sezony w rosyjskiej lidze KHL. W 2014 został zawodnikiem południowokoreańskiego klubu Anyang Halla. W sezonie 2015/2016 został reprezentantem Korei Południowej. Uczestniczył w turniejach mistrzostw świata w 2016, 2017, 2018, 2019, zimowych igrzysk azjatyckich 2017.

## Sukcesy
Reprezentacyjne
- Srebrny medal zimowych igrzysk azjatyckich: 2017 z Koreą Południową
- Awans do MŚ Elity: 2017 z Koreą Południową

Klubowe
- Złoty medal Ligi Azjatyckiej: 2016 z Anyang Halla

Indywidualne
- Sezon NAHL 2005/2006:
  - Pierwsze miejsce w klasyfikacji skuteczności interwencji: 94,40%[1]
  - Pierwsze miejsce w klasyfikacji średniej goli straconych na mecz: 1,63
  - Pierwszy skład gwiazd
  - Pierwszy skład gwiazd pierwszoroczniaków
  - Najbardziej Wartościowy Zawodnik (MVP)
- Sezon KHL (2013/2014):
  - Pierwsze miejsce w klasyfikacji średniej goli straconym na mecz w turnieju Puchar Nadziei: 0,95
  - Pierwsze miejsce w klasyfikacji średniej goli straconym na mecz w turnieju Puchar Nadziei: 96,7%
  - Najlepszy bramkarz turnieju o Puchar Nadziei[2]
- Liga Azjatycka 2015/2016:
  - Najlepszy bramkarz
  - Skład gwiazd
- Liga Azjatycka 2015/2016:
  - Najbardziej Wartościowy Zawodnik (MVP) w fazie play-off
- Mistrzostwa Świata w Hokeju na Lodzie 2017/I Dywizja#Grupa A:
  - Czwarte miejsce w klasyfikacji skuteczności interwencji: 92,48%[3]
  - Piąte miejsce w klasyfikacji średniej goli straconych na mecz: 2,23
  - Najlepszy zawodnik reprezentacji w turnieju[4]
- Mistrzostwa Świata w Hokeju na Lodzie 2018/Elita:
  - Pierwsze miejsce w klasyfikacji liczby obronionych strzałów w turnieju: 219[5]
  - Jeden z trzech najlepszych zawodników reprezentacji w turnieju[6]
- Mistrzostwa Świata w Hokeju na Lodzie 2019/I Dywizja#Grupa A:
  - Drugie miejsce w klasyfikacji skuteczności interwencji: 93,68%[7]
  - Skład gwiazd turnieju[8]
  - Najlepszy bramkarz turnieju[9]